# Billy Gilbert

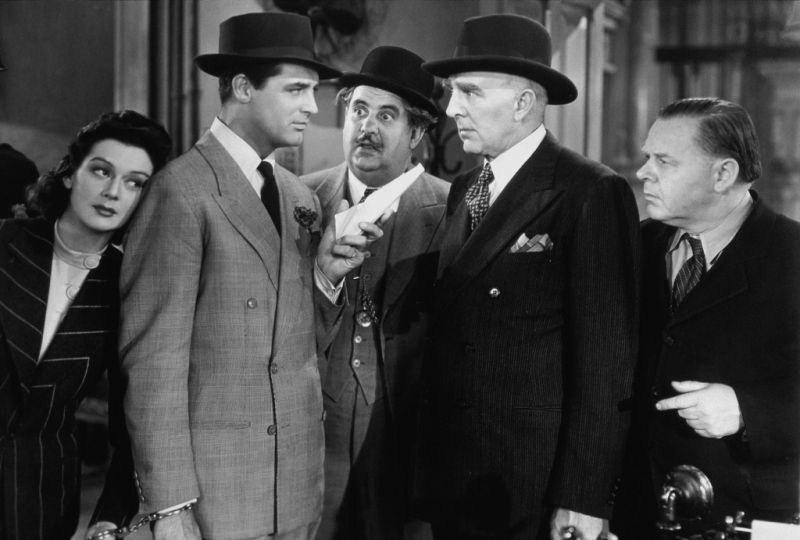
De izquierda a derecha: Rosalind Russell, Cary Grant, Billy Gilbert, Clarence Kolb y Gene Lockhart en la película His Girl Friday (1940).

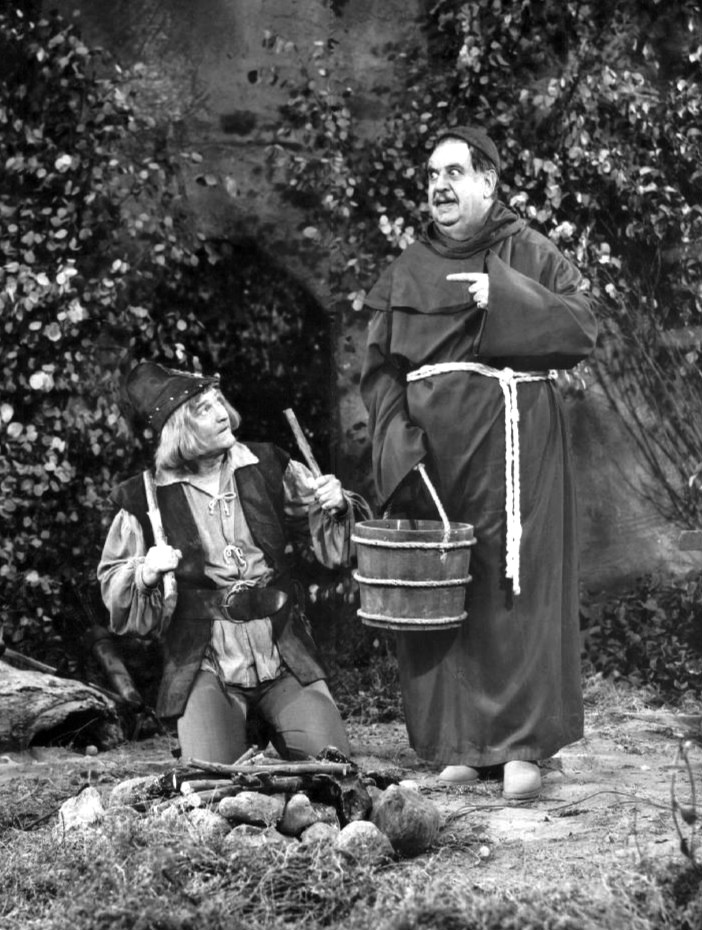
El actor Red Skelton como Robin Hood, y Billy Gilbert como el fraile Tuck en el programa de televisión The Red Skelton Show, en abril de 1956.

William Gilbert Barron (Louisville, 12 de septiembre de 1894 - Los Ángeles, 23 de septiembre de 1971), más conocido como Billy Gilbert, fue un actor estadounidense.

## Biografía
Hijo de cantantes de ópera del Metropolitan neoyorquino, comenzó en la escena con tan sólo 12 años. Como tantos otros cómicos, llegó al cine tras una larga carrera en el vodevil y en el teatro burlesco. Fue, en un primer momento, comparsa de cómicos de primera fila, como Laurel y Hardy y los Hermanos Marx, y más tarde contrapunto cómico como secundario en todo tipo de películas. Hizo de su forma de estornudar -cargada de suspense- su mejor recurso cómico. De hecho prestó dichos estornudos al enano Sneezy de Blancanieves y los siete enanitos, de Walt Disney. Se recuerdan sus interpretaciones del gordo general Herring en El gran dictador y el atontado criado Petibone en His Girl Friday. A finales de los años cuarenta, regresó al teatro con discretos resultados, primero como director de un par de espectáculos de Broadway y más tarde como autor de una obra, Buttrio Square, que se estrenó en Nueva York en 1952.

## Vida personal
Después de un infeliz primer matrimonio, se casó con Ella McKenzie en 1938. El padrino de esta boda fue el cómico Charley Chase (1893-1940).
Billy Gilbert falleció por apoplejía.

## Filmografía
- 1937: Blancanieves y los siete enanitos
- 1940: El gran dictador

- Datos: Q186798
- Multimedia: Billy Gilbert / Q186798